# Leyland Motors
Leyland Motors Limited – brytyjski producent samochodów założony w 1920 roku. Po trzech latach produkcji samochodów osobowych z ośmiocylindrowymi silnikami skoncentrował się na produkcji ciężarówek i autobusów. W latach 60. przejął fabryki samochodów osobowych Standard-Triumph i Rover, a po połączeniu z Jaguarem i grupą BMC (Austin, Morris, Riley, Wolseley) utworzono koncern British Leyland Motor Corporation, znacjonalizowany w 1975 roku. Po reprywatyzacji produkcję samochodów osobowych uniezależniono od Leylanda w ramach Rover Group.
Z firmą Leyland Motors wiązały się, zakupione dla Polski, dwie licencje na silniki wysokoprężne z wtryskiem bezpośrednim. Jedna na silnik mniejszy SW-400 – który wraz z licznymi wersjami rozwojowymi był produkowany w Andorii, drugi – większy SW 680 również z wersjami rozwojowymi produkowany był w WSK Mielec. W latach 1947–1948 w mieleckich zakładach wytwarzano też autobus Leyland LOPS 3/1, z nadwoziem zaprojektowanym przez Stanisława Panczakiewicza.